# Rourea luizalbertoi
Rourea luizalbertoi é uma espécie  de planta com flor pertencente à família Connaraceae.
A autoridade científica da espécie é Forero, L.A. Vidal & Carbonó, tendo sido publicada em Revista Brasileira de Botânica 7(1): 74, 76–77, f. 7. 1984.

## Brasil
Esta espécie  é nativa e endémica do Brasil, podendo ser encontrada nas Regiões Nordeste e Sudeste. Em termos fitogeográficos pode ser encontrada no domínio da Mata Atlântica.
Não ocorrem táxons infra-específicos no Brasil.